# ジョニー・ウィンター (アルバム)
『ジョニー・ウィンター』（Johnny Winter）は、アメリカ合衆国のブルース・ミュージシャン、ジョニー・ウィンターが1969年に発表したスタジオ・アルバム。コロムビア・レコード契約後としては初のアルバムに当たる。

## 解説
オリジナルLPには、ウィンターのオリジナル曲3曲とカヴァー6曲が収録された。ウィンターが作詞・作曲した「アイム・ユアーズ・アンド・アイム・ハーズ」は、ローリング・ストーンズが1969年にハイドパークで行ったコンサートでカヴァーされているが、同公演を収録したローリング・ストーンズのDVD『ハイド・パーク・コンサート』では、タイトルが「I'm Yours She's Mine」と表記されている。
2004年に発売された再発CDには、ボーナス・トラックが3曲追加された。

## 収録曲
1. アイム・ユアーズ・アンド・アイム・ハーズ - "I'm Yours and I'm Hers" (Johnny Winter) - 4:33
2. ビー・ケアフル・ウィズ・ア・フール - "Be Careful with a Fool" (Joe Josea, B.B. King) - 5:17
3. ダラス - "Dallas" (J. Winter) - 2:48
4. ミーン・ミストリーター - "Mean Mistreater" (James Gordon) - 3:54
5. レランド・ミシシッピー・ブルース - "Leland Mississippi Blues" (J. Winter) - 3:32
6. リトル・スクール・ガール - "Good Morning Little School Girl" (Sonny Boy Williamson I) - 2:45
7. いい友だちがいるならば - "When You Got a Good Friend" (Robert Johnson) - 3:41
8. アイル・ドラウン・イン・マイ・オウン・ティアーズ - "I'll Drown in My Tears" (Henry Glover) - 4:46
9. バック・ドア・フレンド - "Back Door Friend" (Lightnin' Hopkins, Stan Lewis) - 2:55

### 2004年再発CDボーナス・トラック
1. カントリー・ガール - "Country Girl" (B.B. King) - 3:08
2. ダラス（ウィズ・バンド） - "Dallas" (J. Winter) - 3:37
3. トゥー・ステップス・フロム・ザ・ブルース - "Two Steps from the Blues" (John Riley Brown, Deadric Malone) - 2:35

## 参加ミュージシャン
- ジョニー・ウィンター - ボーカル、ギター
- トミー・シャノン - ベース
- アンクル・ジョン・ターナー - ドラムス、パーカッション
- ウィリー・ディクソン - アコースティック・ベース (on 4)
- ウォルター・"シェイキー"・ホートン - ハーモニカ (on 4)
- エドガー・ウィンター - アルト・サックス (on 6)、ピアノ (on 8)
- A. Wynn Butler - テナー・サックス (on 6、8)
- Karl Garin - トランペット (on 6、8)
- Stephen Ralph Sefsik - アルト・サックス (on 8)
- Norman Ray - バリトン・サックス (on 8)
- Carrie Hossel - バッキング・ボーカル (on 8)
- Peggy Bowers - バッキング・ボーカル (on 8)
- Elsie Senter - バッキング・ボーカル (on 8)